# Леонід (вихователь Александра Македонського)
Леонід (дав.-гр. Λεωνίδας дав.-гр. Λεωνίδας) — вихователь Александра Македонського.
Леонід був родом із Епіра. Бувши родичем Олімпіади, на її наполягання Леонід став першим наставником юного Александра. За зауваженням Ф. Шахермайра, епірот, далекий від наук, був ні вчителем, ні гувернером, а взяв він лише керівництво з виховання царевича. Леонід, «чоловік суворої вдачі», намагався виховувати Александра на кшталт древніх спартанців. Насамперед він вирішив відучити дитину від зніженості та привчити до дисципліни. Найкращим сніданком Леонід вважав нічний перехід, а вечерею — мізерний сніданок. Він сам обшукував речі Александра і відбирав передані йому матір'ю та годувальницею Ланікою частування. За зауваженням П. Гріна, хлопчика дратувала подібна дисципліна, але ці тренування загартували майбутнього воєначальника. Александр згодом славився своєю фізичною витривалістю, в чому бачив чималу роль свого дядька. Також епірот уникав розкоші та проповідував ощадливість. Так Плутарх зазначив, як одного разу Леонід зробив догану своєму вихованцеві за надмірне витрачання пахощів під час виконання релігійних обрядів і сказав, що кидати їх жменями у вогонь можна тоді, коли «захопиш країни, які ними рясніють». Згодом, під час свого східного походу, Александр, підкоривши Газу, послав Леоніду п'ятсот талантів ладану і сто мирри, щоб той надалі не скупився при жертвоприношеннях.